# باشگاه فوتبال بازرگانی مصطفی‌لوی تبریز
باشگاه فوتبال مؤسسه مصطفی‌لو آذربایجان شرقی یک باشگاه فوتبال ایرانی است که مقر آن در شهر تبریز واقع شده‌است.این تیم با قهرمانی در سوپرلیگ آذربایجان شرقی به لیگ سه ایران صعود کرد.

## نتایج
| فصل   | لیگ        | جایگاه | جام حذفی  | دستاورد |
| ----- | ---------- | ------ | --------- | ------- |
| ۹۱-۹۰ | لیگ استانی | قهرمان | مرحله اول | صعود    |
| ۹۱-۹۲ | دسته سوم   | قهرمان |           | صعود    |
| ۹۲-۹۳ | دسته دوم   | قهرمان |           | صعود    |